# Charles Thomson Rees Wilson
Pour les articles homonymes, voir Charles Wilson et Wilson.
Charles Thomson Rees Wilson, né le 14 février 1869 à Glencorse et mort le 15 novembre 1959 à Carlops, est un physicien britannique (écossais). Il est lauréat du prix Nobel de physique de 1927, pour la mise au point de la chambre à brouillard, le premier détecteur de particules.

## Biographie
C. T. R. Wilson naît le 14 février 1869 dans la paroisse de Glencorse, dans la région écossaise du Midlothian, d'un couple de propriétaires fermiers aux inclinations progressistes (John Wilson et Annie Clerk Harper). Après la mort de son père en 1873, la famille déménage à Manchester, chez la famille de sa mère. Wilson est élève à la Greenheyes Collegiate School et s'intéresse à l'étude des insectes. Lors d'un voyage sur l'île écossaise d'Arran, il est transporté par la beauté de la nature et par la course des nuages.
Il étudie la biologie à l'Owens College (aujourd'hui appelé l'université de Manchester), avec l'intention de devenir médecin. Il obtient son diplôme de premier cycle en 1887. Il obtient l'année suivante une bourse pour partir à Cambridge, au Sidney Sussex College, où il étudie la physique et la chimie et commence à s'adonner à quelques travaux de recherche scientifique et d'enseignement. En 1894, il accepte un poste d'enseignant à la grammar school de Bradford, mais revient vite à Cambridge, attiré par la perspective d'une carrière de scientifique. Il fréquente alors le laboratoire Cavendish et rencontre J. J. Thomson, le futur découvreur de l'électron et ancien de l'Owens College comme lui, qui lui sera d'une grande aide au début de sa carrière.
En 1908, il épouse Jessie Fraser Dick, fille d'un pasteur de Glasgow. Ils auront trois enfants.
En 1925, il est nommé professeur de philosophie naturelle à l'université de Cambridge.
Il prend sa retraite en 1934, mais reste actif scientifiquement. Il meurt à son domicile de Carlops, près d'Édimbourg, le 15 novembre 1959.

## La chambre à brouillard

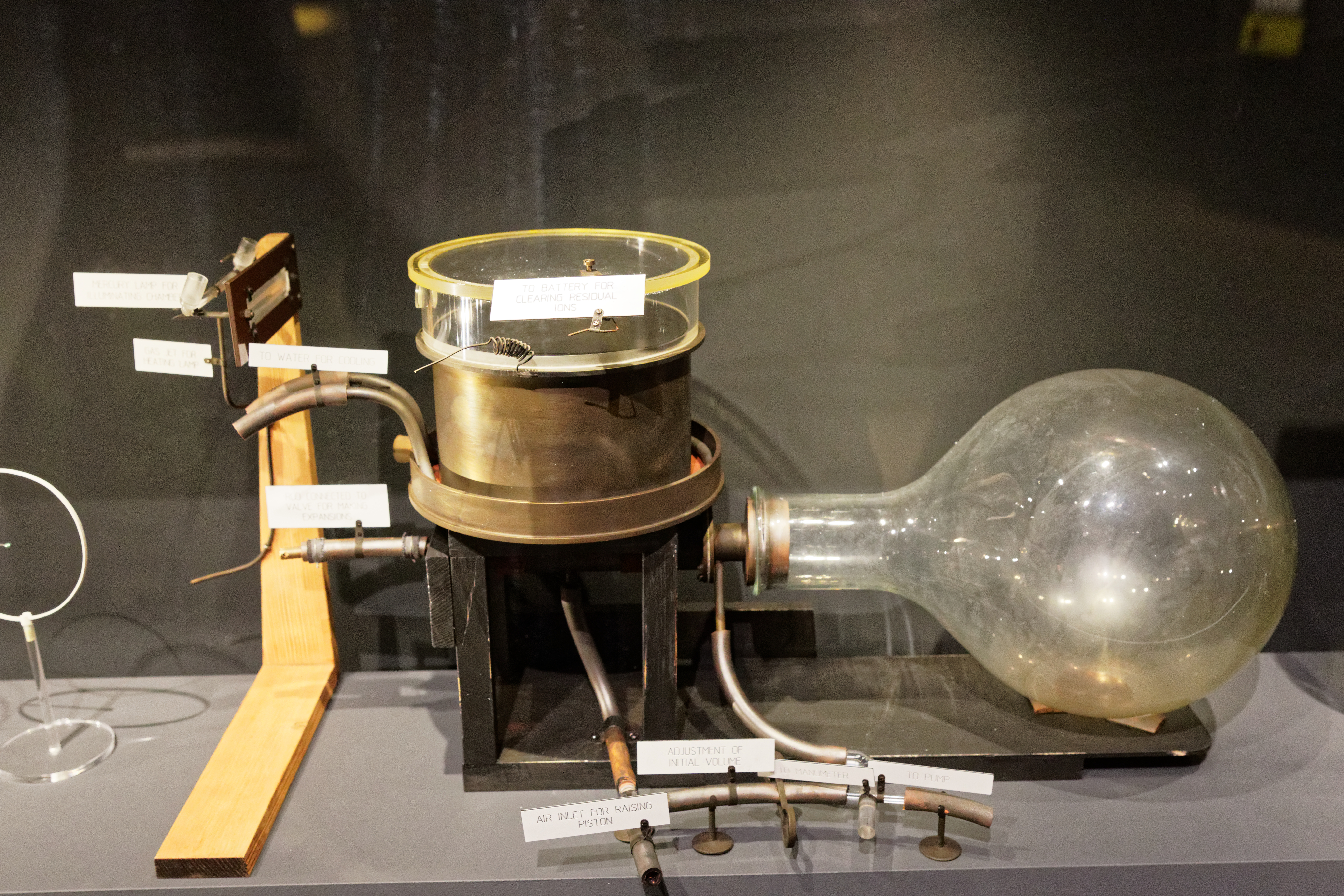
Réplique de la chambre à brouillard de 1912.

Dès la fin de ses études, C. T. R. Wilson se passionne pour la météorologie, et notamment pour la formation des nuages qu'il commence à étudier de manière plus approfondie. En septembre 1894, il passe quelques semaines à l'observatoire du Ben Nevis où il étudie la formation des nuages et la façon dont l'atmosphère se charge en électricité avant l'orage. Il cherche ensuite à recréer des nuages à petite échelle dans une enceinte confinée au laboratoire Cavendish de l'université de Cambridge en y décompressant de l'air humide, selon les méthodes déjà éprouvées de Paul-Jean Coulier et de John Aitken. En 1895, comprenant que d'autres phénomènes que température et pression interviennent dans la formation des nuages, il entreprend des recherches sur les noyaux de condensation, les ions, l'électricité atmosphérique, les orages, les rayons X et gamma ainsi que les rayons cosmiques. En voulant reproduire la formation des nuages, il découvre que dans certaines conditions, un brouillard peut rendre visible certaines particules et rayonnements. Il imagine alors transformer son enceinte en détecteur de particules. En février 1896, peu après la découverte des rayons X, il visualise un faisceau d'entre eux dans un réservoir en verre. En 1912, il présente la chambre à brouillard qu'il a mise au point. Elle le fait connaître et le mènera à devenir le co-récipiendaire du prix Nobel de physique de 1927 ;

## Distinctions et récompenses
- Lauréat pour moitié (l'autre moitié étant remise à Arthur Compton), en 1927, du prix Nobel de physique, « pour sa méthode qui permet de rendre visible, par condensation de la vapeur, la trajectoire des particules électriquement chargées [4] ».
- Lauréat de la médaille Hughes en 1911.
- Lauréat de la médaille Franklin en 1929, pour ses travaux de pionnier dans le domaine de la physique atomique et dans la compréhension de la formation des nuages noirs porteurs d'orage.
- Lauréat de la médaille Copley en 1935.
- Un cratère lunaire (le cratère Wilson) a été nommé en sa mémoire (mais aussi à la mémoire d'Alexander Wilson et de Ralph Elmer Wilson).
- C'est aussi en sa mémoire qu'on nomme « Nuage de Wilson » le nuage de condensation qui se forme lors d'une très puissante explosion, telle l'explosion d'une arme nucléaire qui provoque un champignon atomique.
- Une société de sciences naturelles (The Wilson Society) porte également son nom au Sidney Sussex College.
- Les archives personnelles de Charles Thomson Rees Wilson sont conservées par les Archives de l'université de Glasgow (GUAS) [5].